# Schlacht um Nà Sản
Haiphong – Hanoi – Papillon – Léa – Ceinture – Route Coloniale 4 – Vĩnh Yên – Mạo Khê – Sông Đáy – Hòa Bình – Nghia Lo
– Lorraine – Nà Sản – Bretagne – Adolphe – Laos I – Atlante – Camargue – Hirondelle – Brochet – Mouette – Laos II – Điện Biên Phủ –  Mang-Yang-Pass
In der Schlacht um Nà Sản verteidigten im Indochinakrieg französische Truppen den isolierten Stützpunkt Nà Sản gegen eine Offensive der Viet Minh. Die Schlacht begann am 23. November 1952 und endete mit dem Rückzug der Viet Minh ab dem 2. Dezember 1952.

## Hintergrund
Im Indochinakrieg versuchte die französische Kolonialmacht mit militärischen Mitteln die kommunistische Unabhängigkeitsbewegung der Viet Minh, welche seit dem Zweiten Weltkrieg weite Teile des ländlichen Raumes Vietnams kontrollierte, zurückzudrängen. Die Viet Minh selbst verfügten 1951 dank chinesischer Waffenlieferungen und Ausbildung über rund 110.000 Soldaten innerhalb der regulären Streitkräfte.
Der vietnamesische Militärbefehlshaber Võ Nguyên Giáp formulierte im Oktober 1952 die Absicht, seine regulären Verbände in die unwegsame und kaum erschlossene Hochlandregion nordwestlich des Deltas um Hanoi einsickern zu lassen. Das Gelände bot die Möglichkeit eine Landverbindung mit Laos zu schaffen. Giap und auch seine chinesischen Militärberater sahen das Land als potentielles Operationsgebiet. Giap ging davon aus, dass seine Truppen in dem unwegsamen Gelände französische Einheiten besser isolieren und bekämpfen könnten als im Delta um Hanoi. Das Hochland selbst war von einer Kette kleinerer französischer Feldbefestigungen überwacht. Diese Stützpunkte waren voneinander abgeschnitten und wurden von dem mit einer Landebahn ausgestatteten Stützpunkt bei Nà Sản aus versorgt. Anstoß für die deutliche Verstärkung und Befestigung Na San ergab für den Oberkommandierenden in Indochina Raoul Salan der Verlust der kleinen Garnison bei Nghĩa Lộ nordöstlich des zentralen Stützpunkts im September 1952, der Ende 1951 noch erfolgreich gegen einen einwöchigen Angriff verteidigt werden konnte. Die Viet Minh verfügten unter der Tai-Bevölkerung des Hochlandes im Gegensatz zu den mehrheitlich vietnamesisch bewohnten Regionen über kein ausgedehntes Informantennetz. Aufgrund dessen lagen Giap fehlerhafte Berichte vor, welche die Stärke der französischen Truppen bei Na San um die Hälfte unterschätzten.
Die französischen Streitkräfte unter General Raoul Salan versuchten die vietnamesischen Truppen in eine offene Feldschlacht zu zwingen. Dazu sollte Na San als nur durch die Luft versorgte und befestigte Base aéro-terrestre die vietnamesischen Angriffe auf sich ziehen und unter Ausnutzung der französischen Feuerüberlegenheit durch Artillerie und Luftschläge dem Gegner starke Verluste zufügen. Als Vorbild dienten britische Operationen im Kampf um Burma 1944. Der Kommandeur von Na San Jean Gilles ließ die Hügelkette, die den Flugplatz Na San umgab, mit Igelstellungen befestigen. Ihm standen dazu neun Infanteriebataillone zur Verfügung. Über das Flugfeld wurden insgesamt 3000 Tonnen Nachschubgüter eingeflogen – darunter 300 Tonnen Stacheldraht sowie mehr als 100 Lastkraftfahrzeuge, die essentiell für den Bau der französischen Feldbefestigungen waren, um die großen Mengen Holz, die vor Ort geschlagen wurden, zu transportieren. Ein Teil der Lufttransportflüge wurde von der CIA-eigenen Privatfirma Civil Air Transport übernommen.

## Verlauf

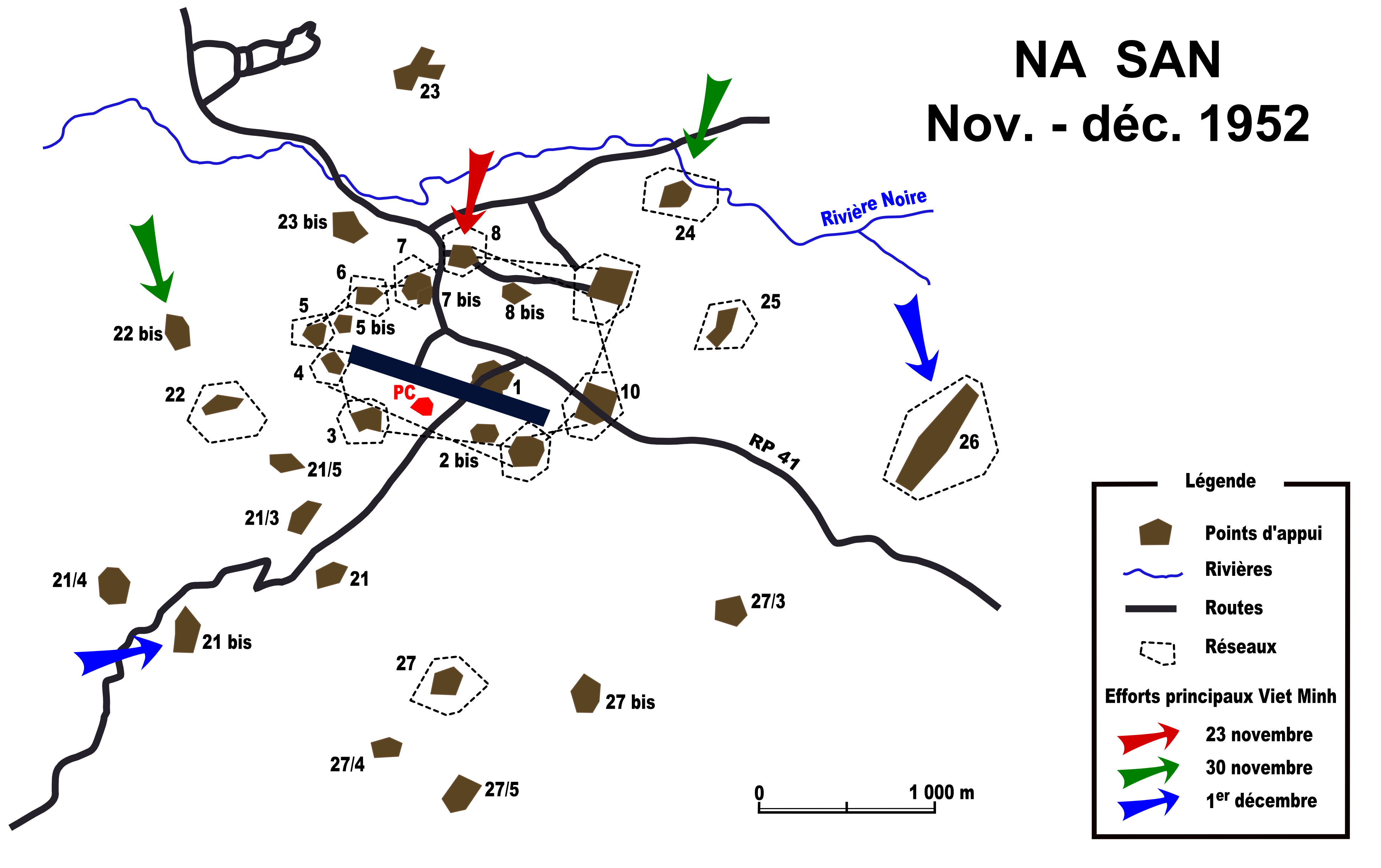
Schematische Darstellung der Befestigungen um Na San

Giap eröffnete die Schlacht am 23. November 1952 mit einem Angriff der 308. Division auf die französischen Igelstellungen auf den Hügeln. Der Nachrichtendienst der Viet Minh unterschätzte vor Beginn der Schlacht die französische Stärke auf fünf Bataillone. Der Angriff konnte abgeschlagen werden. An den Folgetagen konnten die Viet Minh einzelne Stützpunkte (PA 24, PA22bis) einnehmen, wurden jedoch nach Stunden durch Gegenangriffe wieder zurückgeschlagen. Am 1. und 2. Dezember wurden die Angriffe von Giaps Truppen ohne Eroberung eines Stützpunkts zurückgeschlagen. Giap begann am 2. Dezember mit dem Rückzug seiner Truppen.

## Folgen
Die französischen Truppen hatten rund 500 Mann Verluste während der Schlacht. Die Verluste der Viet Minh werden auf rund 6.000 Mann geschätzt. Giap selbst zog aus der Niederlage die Lehre, dass zur Eroberung eines isolierten französischen Stützpunktes eine längere Schlacht mit deutlich größerer logistischer Vorbereitung notwendig sei. Dabei sollte die Schlacht in mehreren Phasen geführt werden. Die Endphase mit der Erstürmung des Stützpunktes dürfe nur nach Störung der Rollfeldnutzung durch die Franzosen und Anlage umfangreicher eigener Feldbefestigungen geführt werden. Ebenso könne ein Angriff nur bei günstig gelegenem durch eigene Kräfte gehaltenes Nachbargelände Erfolg haben. Die französischen Streitkräfte sahen das Modell der isolierten luftunterstützten Verteidigungsbasis als Erfolg an. Das Konzept wurde maßgeblich für die Planungen der französischen Seite für die Schlacht um Điện Biên Phủ. Na San selbst wurde in der Folge von den Viet Minh umgangen und im August 1953 von den französischen Truppen kampflos evakuiert. Im Rahmen der Evakuierung mussten große Mengen Munition und Nachschub vernichtet beziehungsweise zurückgelassen werden. Auf Befehl von Giap wurden die erhalten gebliebenen Befestigungsanlagen durch Viet-Minh-Nachrichtendienstteams vor Ort studiert, um möglichst viele Lehren aus der Niederlage zu ziehen.